# パトリック・ベルゲル
パトリック・ベルゲル（Patrik Berger, 1973年11月10日- ）は、チェコ・プラハ出身の元サッカー選手。元同国代表。現役時代のポジションはMF。パトリック・ベルガ―との表記も多い。

## 略歴

### スラヴィア・プラハ〜ドルトムント
ベルゲルは、チェコスロバキアの首都プラハで生まれた。1989年にACスパルタ・プラハのユースチームでサッカーを学ぶと、2年後の1991年に同じ都市を本拠地とするライバルのスラヴィア・プラハとプロ契約を結んだ。また1993年にはチェコスロバキア代表に選出されたが、同国の分離（ビロード離婚）後はチェコ国籍を選択した。
89試合出場24得点の記録を残し、1995年にドイツ・ブンデスリーガのボルシア・ドルトムントへ500,000ポンドの移籍金で加入した。オットマー・ヒッツフェルト監督の下で出場機会を掴むと1995-96シーズンのリーグタイトルとDFLスーパーカップ制覇に貢献するなど、リーグ戦25試合出場4得点を記録した。
しかし、ヒッツフェルト監督は本来の攻撃的MFではなく、守備的MFのポジションが適任であると考え、そのポジションで起用する意向を持っていた。
チェコ代表として1996年の欧州選手権準優勝に貢献すると、イングランドのリヴァプールの関心を引き、同年8月に3.25,000ポンドで同クラブに移籍した。

### リヴァプール
1996年9月7日のデビュー戦でサウサンプトンFCに勝利すると、好調なパフォーマンスを見せサポーターから賞賛された。UEFAカップウィナーズカップ1回戦のMyPa戦における活躍の後、プレミアリーグ月間最優秀選手賞を受賞した。
加入当初の好調なプレーにも関わらず、ロイ・エヴァンス監督との確執もあって控えに回る事が多くなり、移籍先を探す様になった。しかし1998年にジェラール・ウリエが新たに監督に就任すると一転して残留する事になった。
ウリエ監督の下では再び出場機会を掴んだ。2000-01シーズンには怪我の治療の為、多くの試合に出場は出来なかったがUEFAカップとFAカップ制覇に貢献、FAカップでは9得点を挙げ、決勝のアーセナルFC戦ではマイケル・オーウェンの得点をアシストする活躍を見せた。
しかし度重なる怪我の為、再び出場機会を失うと、2002-03シーズンを最後にクラブを去り、ポーツマスFCへ移籍する事になった。在籍期間中に196試合出場35得点を記録した。

### ポーツマス〜スパルタ・プラハ
2003-04シーズンのポーツマスFCでのデビュー戦では2得点を挙げ2-1でアストン・ヴィラFCを下し勝利に貢献した。しかし2004年2月に、膝の手術を受ける事を余儀なくされた。そして2005年6月にポーツマスを退団し、アストン・ヴィラに2年契約で入団した。
ベルゲルは選手キャリアの多くを怪我に悩まされた。2006年11月にマーティン・オニール監督の構想から外れると2006年にストーク・シティFCにレンタル移籍、その後2007年5月28日にアストンヴィラとの契約を1年延長する事に合意した。そして2007-08シーズンを最後にクラブを去る事になった。アストン・ヴィラでは3シーズン在籍し、リーグ戦29試合に出場した。退団後はユース時代に所属していたスパルタ・プラハと2年契約を交わした。2010年1月6日、現役引退を表明した。

### チェコ代表
1996年にイングランドで開催された欧州選手権準優勝に貢献。決勝のドイツ戦では先制点を決める活躍を見せた。また2000年にオランダとベルギーで共同開催された欧州選手権にも出場したが、所属クラブでの怪我もあって出場機会は少なかった。また、現役を通じてFIFAワールドカップへ出場する事は叶わなかった。2001年に代表から退くまで44試合出場18得点を記録した。

## エピソード
- パベル・ネドベドとは犬猿の仲で、このために早期に代表引退している。
- ヴラディミール・シュミツェルは親友である。
- 叔父のヤン・ベルゲル（1955年11月27日 - ）も元サッカー選手で、1982年のスペインW杯にチェコスロバキア代表として出場した。

## 所属クラブ
- SKスラヴィア・プラハ 1991-1995
- ボルシア・ドルトムント 1995-1996
- リヴァプールFC 1996-2003
- ポーツマスFC 2003-2005
- アストン・ヴィラFC 2005-2008
  - → ストーク・シティFC 2006 (loan)
- ACスパルタ・プラハ 2008-2009